# Massilieurodes rarasana
Massilieurodes rarasana là một loài côn trùng cánh nửa trong họ Aleyrodidae, phân họ Aleyrodinae.
Massilieurodes rarasana được Takahashi miêu tả khoa học đầu tiên năm 1934.